# Stare urządzenie polskie
Stare urządzenie polskie – szyk bojowy jazdy, który ukształtował się na przełomie XV i XVI wieku.
Centrum szyku tworzyła jazda ciężkozbrojna, występująca w dwóch hufcach: czelnym (przednim) i walnym (tylnym). Na skrzydłach, czyli w tzw. hufcach posiłkowych, występowała jazda lekkozbrojna.
W II połowie XVI wieku „stare urządzenie polskie” zostało przekształcone w szyk ogólnowojskowy poprzez włączenie oddziałów piechoty i artylerii między hufce jazdy.